# 新传媒华语剧集列表 (2020年代)
本列表是列出新加坡新傳媒私人有限公司在2020年代所出品的华語劇集。

## 2020年
| 首播日期 | 集數 | 劇名           | 領銜主演 | 監製          | 備註                                |
| 1月3日   | 13   | 心眼           | 鄭斌輝、劉子絢、李銘忠、陳子穎 | 周偉堂        | August Pictures製作、与马来西亚合拍 |
| 1月15日  | 20   | 快乐王子       | 陳羅密歐、蔡琦慧、谢俊峰、方偉傑、陳楚寰、陈丽贞、陈传之、潘玲玲、向云、陈泰铭                                                           | 黃光榮        |                                     |
| 2月4日   | 4    | 内颤           | 黃俊雄、黄嫊方、黄暄婷、王禄江、曾诗梅、陈熙、刘谦益                                                                                     | 郑各评        |                                     |
| 3月2日   | 5    | 回路網         | 張哲通、黄暄婷、陈泂江、包勋评、林咏谊、郭坤耀、洪丽婷、叶佳昀、陈罗密欧、曾晓晴、陈凤玲、林昭婷、郑六月、邓伟德、翟思铭、林子颖、何镁琪 | 羅溫溫        | 短剧                                |
| 3月9日   | 20   | 愛…沒有距離    | 劉子絢、孫政、林明倫、林綠、謝俊峰、姚懿珊                                                                                               | 鄔毓琳        |                                     |
| 4月6日   | 30   | 單翼天使       | 鄭惠玉、钟琴、洪凌、方展發、黃炯耀、林咏谊、吳勁威、陈政序、芳榕                                                                         | 蘇美蓮        |                                     |
| 4月10日  | 13   | 致2020的我們   | 罗美仪、何盈莹、陳芷尤、吳清樑、林俊良                                                                                                   | 劉建財        | 哇哇映畫製作                        |
| 5月4日   | 30   | 师出名门       | 庄惟翔、林绿、李伟燊、谢承伟、张熙恩、萧丽玲、林佩琦、吴胤婷、小玉、吕爱琼、叶俊岑                                                       | 杨锡彬 黄来发 | 首要媒體出品 海外首播               |
| 6月26日  | 3    | 誰是凶手？     | 陳泂江、林慧玲、陳天文、钟琴、王禄江、郑六月                                                                                             | 王尤紅        |                                     |
| 6月26日  | 3    | 14天的同居人   | 黃俊雄、陳楚寰、包勋评 | 梁來玲        |                                     |
| 6月26日  | 3    | 檸檬苦茶       | 黄暄婷、林梅娇、张奕恺 | 鄔毓琳        | 前名《檸檬苦茶的味道》              |
| 7月20日  | 32   | 我的女俠羅明依 | 黄思恬、戚玉武、徐彬、雅慧、王祿江、徐鳴杰、许美珍                                                                                       | 梁來玲        | 前名《女俠羅明依》                  |
| 9月2日   | 25   | 男神不敗       | 陳漢瑋、王沺裁、田銘耀、蔡琦慧、黄嫊方、包勋评、曾晓晴、邓伟德、翟思铭                                                                   | 王尤紅        |                                     |
| 11月2日  | 132  | 味之道         | 陈莉萍、黄碧仁、陳漢瑋、陳泓宇、黃思恬、孫政、芳榕、卢传瑾、黄炯耀、刘谦益、洪慧芳、黄怡灵、莉玉、林咏谊                                 | 鄔毓琳        |                                     |
| 11月11日 | 20   | 森林生存記     | 林慧玲、方展發、陳鳳玲、陳羅密歐、何盈莹、张哲通、向云、莫小玲、陈澍城                                                                   | 蘇美蓮        |                                     |
| 12月31日 | 20   | 花花公子       | 瑞恩、黃俊雄、陈欣淇、包勛評、张奕恺、洪凌、洪丽婷、陈政序                                                                               | 羅溫溫        |                                     |

## 2021年
| 首播日期 | 集數 | 劇名                 | 領銜主演 | 監製          | 備註                             |
| 1月22日  | 13   | 小心啊！謝宇航       | 林慧玲、張耀棟、蔡琦慧、徐鳴傑、洪麗婷、朱哲偉 | 王尤紅        |                                  |
| 1月28日  | 20   | 过江新娘             | 黄暄婷、徐彬、吳勁威、曾曉晴、黄振隆、许美珍、陈泰铭、朱厚任、林梅娇、胡煜诗                                                                               | 梁來玲        |                                  |
| 3月1日   | 25   | 操控                 | 陳泂江、雅慧、許瑞奇、陳楚寰、曾玟玮、郑六月、翟思铭、美心、黄嫊方                                                                                         | 劉建財 謝光華 | 哇哇映畫製作                     |
| 4月5日   | 20   | 觸心罪探             | 白薇秀、謝俊峰、郭坤耀、洪国锐、美心、刘怡伶、王勇畯、黄嫊芳                                                                                               | 杨丽娟        | 沃土影視製作                     |
| 3月19日  | 20   | 卧虎藏鬼             | 劉子絢、田銘耀、宗子傑、羅美儀、方伟杰、马艺瑄 | 周偉堂        | August Pictures製作              |
| 6月7日   | 20   | 心裡住著老靈魂       | 陳羅密歐、何盈莹、包勛評、蔡琦慧、張耀棟、洪凌、刘玲玲、陈天文、詹金泉、陈澍城                                                                             | 王尤紅        |                                  |
| 8月2日   | 12   | 很久以後的未來       | 徐彬、徐鳴杰、美心、姚懿珊 | 賴捷生        | IFA Media製作                    |
| 8月19日  | 20   | 關鍵證人             | 陳泂江、陈楚寰、洪麗婷、張哲通、谢俊峰、张奕恺、罗美仪、黄嫊芳、邓伟德、曾诗梅                                                                             | 羅溫溫        |                                  |
| 8月24日  | 36   | 灵魂摆渡之南洋传说   | 戚玉武、王冠逸、金凯德、原腾、林明祯、童缤毓、许秀青、陈子颖、林宇中、林家冰、杨冰冰、吴俐璇                                                               | 郭靖宇        | 单元故事、悬疑灵异剧、新马合拍剧 |
| 9月1日   | 130  | 鄰里幫               | 黃俊雄、包勋评、谢俊峰、蔡琦慧、罗美儀、方偉傑、王禄江、黄振隆、陈政序、賴怡伶、瑞恩、郑惠玉、朱厚任、胡佳琪、何盈莹、徐彬、黄暄婷、林咏谊、胡煜诗、洪丽婷 | 梁來玲        | 长寿剧                           |
| 9月16日  | 16   | 大大的夢想           | 戚玉武、沈琳宸、張耀棟、黃暄婷、刘怡伶、许瑞奇、黄晶玲、容启航、谢静仪、林昭婷、李巧儿、许欣琳、李函穆、黄俊融                                             | 丁美莲        |                                  |
| 10月29日 | 1    | 拯灵49天             | 谢俊峰、黄晶玲、郑颖、黄家强、容启航、钟伟权、唐绍炜、李龙祥                                                                                               | 杨丽娟        | 沃土影視制作、电视电影           |
| 10月29日 | 5    | 如果有选择           | 陈政序、黄暄婷、许瑞奇、芳榕、黄炯耀、陈泰铭、黄俊融 | 叶佩娟        | 电视电影                         |
| 11月2日  | 8    | 肃战肃绝             | 刘子绚、陈泂江、洪凌、张哲通、徐鸣杰、陈泰铭 | 叶佩娟        |                                  |
| 11月23日 | 20   | 人心鑒定師           | 李南星、陳羅密歐、黃思恬、陈丽贞、郑六月、吴劲威、郭坤耀、郭蕙雯、苏梽诚、潘玲玲、黄怡灵、黄炯耀、翟思铭、曾晓晴                                           | 袁樹偉        |                                  |
| 12月17日 | 10   | 周公讲鬼之行行都撞鬼 | 周崇庆、陈政序、方伟杰、张奕恺、曾晓晴、黄振隆、胡煜诗、丽娜                                                                                               | 鄔毓琳        | 周公讲鬼系列: 第一季             |
| 12月21日 | 20   | 21点灵               | 陈凤玲、陈泓宇、黄暄婷、黄炯耀、张耀栋、许美珍、孙政、洪丽婷、郑各评、陈泰铭、吉娜、许欣琳                                                                 | 苏美莲        | 前名《我家三只鬼》               |

## 2022年
| 首播日期 | 集數 | 劇名                  | 領銜主演 | 監製   | 備註                                                   |
| 1月18日  | 20   | 多年后的全家福        | 雅慧、陈泂江、方展发、吴劲威、刘谦益、曾诗梅、林昭婷、黄嫊方、郑琬龄、王昱清、郑六月 | 丁美莲 | 前名《爸！我回来了》                                   |
| 2月1日   | 1    | 过江新娘-你好，梅芳草 | 徐彬、黄暄婷、吴劲威、包勋评、朱厚任、林梅娇、许美珍、陈泰铭 | 梁来玲 | 前名《越南新娘》、电视电影                             |
| 2月18日  | 20   | 亲家，冤家做头家      | 李南星、陈丽贞、洪慧芳、陈澍城、陈罗密欧、陈楚寰、曾晓晴、张奕恺、郭坤耀 | 郑各评 | 方言剧                                                 |
| 2月18日  | 20   | 哇到寶                | 刘怡伶、陈汉玮、徐彬、程家颉、林明伦、翟思铭、王昱清、美心 | 刘建财 | 哇哇映画制作                                           |
| 2月22日  | 10   | 别来无恙              | 雅慧、芳榕、孙政、宗子杰、梁嘉靖、林明伦、黄嫊方、吴振天、郭蕙雯、王昱清 | 陈声贤 | 心理状况剧                                             |
| 3月7日   | 10   | 守护星                | 陈罗密欧、陈楚寰、邓伟德、芳榕、黄振隆、张奕恺、黄俊融、郑六月、林子颖 | 羅溫溫 | 民防部队剧                                             |
| 3月18日  | 20   | 你也可以是天使4       | 郑惠玉、向云、张哲通、洪凌、黄振隆、洪丽婷、郭亮、陈熙 | 王尤红 | 《你也可以是天使》系列第四季, 医疗剧                   |
| 3月31日  | 3    | 愚人计划              | 郑凯介、林咏谊、张哲通、罗美仪、翟思铭、洪丽婷 | 郑各评 | 为愚人节而制作                                         |
| 3月31日  | 15   | 灵医                  | 方展发、林慧玲、陈政序、陈天文、佘秋慧、林昭婷、翟思铭、潘玲玲、胡煜诗、张嘉轩、陈熙、周智慧、郑六月 | 胡鹤译 | 21点灵之继剧                                           |
| 4月15日  | 21   | 快跑吧，丽娇          | 黄思恬、吴俐璇、金梦阳子、陈邦鋆、张耀栋、徐鸣杰、黄炯耀、凯丽 | 张龙敏 | 前名《奔跑吧！丽娇》                                   |
| 5月16日  | 20   | 寄生                  | 谢俊峰、孙政、黄暄婷、芳榕、萧歆霓、方威捷、郭亮、潘玲玲、陈泰铭、刘谦益 | 鄔毓琳 |                                                        |
| 7月18日  | 20   | 你的世界我们懂        | 黄碧仁、姚玟隆、洪凌、许瑞奇、宗子杰、萧歆霓、黄振隆、杨志龙、郭亮 | 张龙敏 |                                                        |
| 8月9日   | 130  | 医生不是神            | 陈汉玮、郭舒贤、陈泓宇、方展發、蔡琦慧、张哲通、洪丽婷、郭坤耀、曾晓晴、张耀栋、张奕恺、徐鸣杰、林昭婷。翟思铭、罗美仪、陈建彬、詹金泉、胡煜诗、郑六月、沈家玉、向云、洪慧芳、刘谦益、金银姬、林茜茜、郭蕙雯、张值豪、陈泰铭、王勇畯、崔圣欣、曾诗梅、洪乙心、乐瑶、林昀憓 | 丁美莲 | 长寿剧                                                 |
| 8月15日  | 20   | 卫国先锋2             | 陈泂江、蔡琦慧、方展发、陈凤玲、吴劲威、陈政序、钟琴、张奕恺、黄炯耀、洪慧芳、林昭婷、邓伟德、陈澍城、潘玲玲、陈丽贞 | 罗温温 | 国防剧                                                 |
| 9月12日  | 20   | 黑天使                | 郑惠玉、戚玉武、陈丽贞、徐鸣杰、何盈莹、崇喆、周初明、陈泰铭、陈天文、刘谦益、黄嫊方 | 胡鹤译 | 悬疑剧                                                 |
| 11月15日 | 24   | 被风吹过的夏天        | 王冠逸、刘思辰、许瑞奇、赵茜、任运杰、姚筱筱、杨晞、王宝德、吴承轩、郑齐 |        | 首部新中合拍剧、由上海东飞影业和哇哇映画制作、爱奇艺剧 |
| 11月21日 | 20   | 灵探                  | 谢俊峰、王禄江、刘子绚、黄思恬、田铭耀、张奕恺、苏梽诚、郭亮、郭妃丽、曾诗梅、周智慧、张信祥、乐瑶、黎格欣 | 郑各评 | 灵异剧                                                 |
| 12月19日 | 20   | 遇见你，真香          | 徐彬、陈罗密欧、黄暄婷、包勋评、刘怡伶、芳榕、翟思铭、郑六月、林咏谊、黄炯耀 | 梁来玲 | 美食、爱情偶像剧                                       |

## 2023年
| 首播日期 | 集數 | 劇名                 | 領銜主演 | 監製                   | 備註                              |
| 1月16日  | 20   | 黄金巨塔             | 陈泂江、何盈莹、林湘萍、姚彣隆、洪慧芳、陈政序、林昭婷、吴劲威、徐鸣杰、金银姬、周智慧                                                                       | 叶佩娟                 | 贺岁剧                            |
| 2月15日  | 20   | 整你的人生           | 谢俊峰、洪凌、陈熙、许美珍、姚懿珊、陈丽贞、沈家玉、萧欣霓、翟思铭、宏荣、卢传瑾、张值豪、黄嫊芳、陈建彬、黄怡灵、陈佳艺                                     | 罗温温                 |                                   |
| 2月17日  | 10   | 周公讲鬼之行行又见鬼 | 周崇庆、方威捷、宗子杰、邓伟德、萧歆霓、刘谦益 | 张龙敏                 | 周公讲鬼第二季                    |
| 3月15日  | 20   | 密宅                 | 吴俐璇、孙政、美心、芳榕、王欣、陈邦鋆、黄振隆、郑颖、黄晶玲、刘怡伶、王裕香、吴清樑、黄怡灵、孙英豪、林明伦、沈金兴、包勋评、陈澍城、宋怡霏、黄嫊芳、周智慧 | 杨丽娟、陈必佳、罗薇娜 | 新加坡沃土影视制作、悬疑灵异剧    |
| 4月12日  | 13   | 欧巴，我爱你         | 瑞恩、刘怡伶、金在勳、美心、梁嘉靖、林俊良、林茹萍、詹金泉、许美珍、林明伦、吴清樑、陈泓宇、陈政序、许纾宁、卓芳娴、林昀憓、林咏谊、胡菱恩、黄晶玲、萧靖亲   | 黄芬菲                 | 哇哇映画制作、meWatch 3月31日首播 |
| 5月1日   | 20   | 家人之间             | 包勋评、徐鸣杰、陈楚寰、姚玟隆、宋怡霏、罗美仪、雅慧、林昭婷、邓伟德、周初明、张耀栋                                                                         | 卢燕金                 | 家庭剧                            |
| 5月29日  | 10   | 送餐英雄             | 许瑞奇、何盈莹、胡煜诗、苏志诚、金银姬、陈天文、潘玲玲、俞宏荣                                                                                               | 黄光荣                 |                                   |
| 6月12日  | 20   | SHERO                | 白薇秀、陈罗密欧、黄思恬、张奕恺、曾诗梅、郑颖、周智慧、陈丽贞、黄超群、黄炯耀、许美珍、陈澍城、陈泰铭、张嘉轩、林明伦、林咏谊                               | 梁来玲                 | 悬疑剧                            |
| 7月10日  | 20   | 从零开始             | 谢俊峰、黄晶玲、洪丽婷、黄振隆、宗子杰、罗美仪、陈莉萍、胡煜诗、王昱清、林明伦、许纾宁、萧歆霓、陈建彬、郑六月、吴清樑                                       | 黃光荣                 |                                   |
| 7月21日  | 16   | 天公疼憨人           | 陈汉玮、林湘萍、钟琴、许瑞奇、朱厚任、陈邦鋆、阳光可乐、萧歆霓、陈天文、周初明、陈建彬、刘谦益、洪慧芳、赖宇涵、许纾宁、林茹萍、刘玲玲                       | 叶佩娟                 | 方言剧                            |
| 7月27日  | 130  | 只此一家             | 郑惠玉、陈泓宇、黄俊雄、雅慧、芳榕、翟思铭、程家颉、郑颖、黄炯耀、姚彣隆、向云、张耀栋                                                                       | 罗温温                 | 长寿剧                            |
| 9月18日  | 30   | 金色大道             | 陈泂江、田铭耀、孙政、黄暄婷、洪凌、何盈莹、张哲通、邓伟德、陈一心、崇喆、潘玲玲、吴劲威、黄超群、吴岱融、章证翔、王裕香、李茵珠                             | 袁樹偉                 |                                   |
| 10月30日 | 20   | 陪你到最后           | 文慧如、许瑞奇、陈罗密欧、钟琴、朱厚任、陈泰铭、罗美仪、曾诗梅                                                                                               | 鄔毓琳                 | 灵异轻松爱情喜剧                  |
| 11月27日 | 10   | 熟悉的陌生人         | 萧歆霓、王硕瀚、卓芳娴、林昭婷、陈政序、杨言、熊杰豪、翁璇、张耀栋                                                                                           | 丁美莲                 |                                   |
| 12月11日 | 8    | 剃头刀-星光再现      | 高艺、朱哲伟、陈莉萍、陈一心、蔡佩珊、叶荣耀、郑斌辉、王裕香                                                                                                 |                        | 原音英语，中文配音                |
| 12月21日 | 20   | 嫁给不同世界的你     | 陈凤玲、许美珍、黄晶玲、杨芷芸、宗子杰、方展发、邓伟德、Jason Godfrey、業文、苏珈仪、陈丽贞、陈建彬、郑六月、郭坤耀、凯丽                                    | 叶佩娟                 |                                   |

## 2024年
| 首播日期 | 集數                            | 劇名                 | 領銜主演 | 監製                   | 備註                                             |
| 1月15日  | 12                              | 谁杀了她             | 宣萱、李铭顺、温昇豪、徐彬、黄暄婷、张值豪、张信祥、林昭婷、许美珍、林绿、曹国辉、陈慧慧、刘子绚、林明伦                                                         | 周伟堂                 | 堂堂映画制作 (网络剧集)                          |
| 1月18日  | 20                              | 那一年的除夕夜       | 戚玉武、刘子绚、张哲通、何盈莹、黄超群、田铭耀、黄振隆、卓芳娴、乐瑶                                                                                             | 梁来玲                 | 贺岁剧                                           |
| 2月19日  | 16                              | 天公疼憨人           | 陈汉玮、林湘萍、钟琴、许瑞奇、朱厚任、陈邦鋆、阳光可乐、萧歆霓、陈天文、周初明、陈建彬、刘谦益、洪慧芳、赖宇涵、许纾宁、林茹萍、刘玲玲                           | 叶佩娟                 | 方言剧: 华语配音版                               |
| 3月12日  | 20                              | 孺子可教也           | 陈邦鋆、林明伦、张耀栋、王欣、曾诗梅、美心、林如萍、洪国锐、江松恒、骆籽嘉、吴委恩、洪御凯、陈睿恩、劉展睿                                                       | 丁美莲                 |                                                  |
| 4月9日   | 14                              | 时光倾城             | 陈泂江、蔡琦慧、方展发、刘谦益、陈毓芸、唐松瑞、包尚泽、李文海、曾玟玮                                                                                           | 黄光荣                 | 前名《瞻前顾后》                                 |
| 4月14日  | 24                              | 完全省钱恋爱手册     | 台：郭书瑶、林子闳、林鹤轩、黄柏峰、陈语安 新：周智慧、邓伟德、胡煜诗                                                                                            | 趙君璐、羅温温、郝孝祖 | 新台合拍剧 --- 新传媒 & TVBS共同制作 (U频道播出) |
| 4月29日  | 20                              | 非爱不可             | 孙政、崇喆、刘玲玲、郭亮、洪爱玲、莉玉、洪丽婷、林昭婷、郭坤耀、苏梽诚、宏荣、梁嘉靖                                                                             | 卢燕金                 |                                                  |
| 7月2日   | 20                              | 宠他，还是爱我？     | 周智慧、张奕恺、蔡琦慧、谢俊峰、姚懿珊、陳昱志、萧歆霓、郑凯介、洪宇恒、王利泰、林茹萍、朱澤亮、張值豪、吴清梁、朱玉叶、呂霖轩、張思麗                           | 方傢福                 |                                                  |
| 7月30日  | 20                              | 浴水重生             | 黄暄婷、刘怡伶、张哲通、郭亮、许美珍、林道锐、王勇畯、钟琴、杜蕙甹、洪俊扬、黄振隆、张嘉轩、邓伟德、李博翔、张信祥、沈家玉、段偉明、洪乙心                       | 谢光华                 |                                                  |
| 8月16日  | 10                              | 周公讲鬼之行行再见鬼 | 周崇庆、李国煌、陈罗密欧、罗美仪、高美贵、翟思銘、杨志龙、朱哲伟、姚彣隆、钟伟权、王禄江、黄家强、陈建彬、陈丽娜、杨世彬、吕霖轩、蔡佩珊、林昭婷、劉謙益、叶佳昀 | 邬毓琳                 | 周公讲鬼第三季                                   |
| 8月27日  | 20                              | 最佳遗产             | 陈楚寰、 何盈莹、吴岱融、陈丽贞、翟思铭、陈建彬、徐鸣杰、潘玲玲、曾晓晴、杨志龙、陈泰铭、黄世南、包尚泽、麦芷琪、陈慧慧、陈传之、黎格欣、劉展睿                  | 胡鹤译                 | 律政，遗产纠纷剧                                 |
| 9月24日  | 20 (网络 M18版)、18 (电视 PG版) | 不可饶恕的罪恶       | 刘子绚、洪凌、包勋评、崇喆、黄炯耀、黄超群、朱厚任、向雲、方展發、潘玲玲、胡煜诗、朱泽亮、鄧偉德、翟思銘、陳美心、鄭六月、張奕愷、陈澍城、陈汉玮                 | 叶佩娟                 | 双版本电视剧                                     |
| 10月18日 | 13                              | 爱不虚拟             | 许瑞奇、黄思恬、刘怡伶、包勋评、徐鸣杰、宗子杰、雅慧、林明伦、吴俐璇、陈子颖、原腾、郭晓东、吕杨、苏凯璇、林昀憓、李浩菖                                         | 周伟堂                 | 堂堂映画、Woohoo Pictures联合制作                |
| 11月6日  | 16                              | 巨舞霸               | 林茜茜、谢俊峰、郑颖、陈丽贞、凯丽、郭坤耀、徐鳴傑、吴美锜、卓芳娴、包尚泽、郭妃麗、林昭婷、颜子桓、曾詩梅、熊杰豪、陳丰諺、姚彣隆、劉展睿                       | 梁來玲                 | 重头剧                                           |
| 11月28日 | 15                              | 再见明天             | 宗子杰、徐彬、苏梽诚、曾晓晴、王裕香 、Jason Godfrey、王勇畯、林昀憓                                                                                             | 楊麗霞                 | NightJar制作                                     |
| 12月19日 | 20                              | 异家人               | 李南星、郭妃丽、雅慧、郭恩晟、余欣平、翟思铭 、葉佳昀、黄振隆、劉謙益、苏珈仪、黎沸辉、潘玲玲、陈慧慧                                                            | 邬毓琳                 |                                                  |

## 2025年
| 首播日期 | 集數 | 劇名           | 領銜主演 | 編劇   | 監製   | 備註                         |
| 1月16日  | 20   | 人生酱美味     | 许瑞奇、谢俊峰、包勋评、沈家玉、罗美仪、田铭耀、郭亮、芳榕、王雯枫、杜蕙甹 | 刘清盆 | 丁美莲 | 贺岁剧                       |
| 2月19日  | 20   | 青春小鸟       | 陈汉玮、王沺裁、黄炯耀、苏梽诚、姚彣隆、郑雪儿、许美珍、吉娜、徐绮、庞蕾馨、卓芳娴、张值豪、李博翔 |        | 黄芬菲 | 哇哇映画制作                 |
| 3月19日  | 30   | 小娘惹之翡翠山 | 刘怡伶、黄暄婷、黄晶玲、张哲通、邓伟德、刘子绚、修杰楷、陈罗密欧、姚懿珊、陈泓宇、吴俐璇、郑惠玉、陈莉萍、沈琳宸、黄俊雄、陈丽贞、张奕恺、郭坤耀、朱泽亮、黄振隆、曾诗梅、胡煜诗、曾晓晴、郑六月、萧歆霓、林昭婷、翟思铭 特别演出：欧萱 | 洪榮狄 | 罗温温 | 年代剧重头剧 SG60            |
| 3月28日  | 16   | 没马跑         | 刘谦益、郭舒贤、田铭耀、黄振隆、王欣、包勋评、曾晓晴、胡煜诗、林茹萍、刘诗璇、叶世品、王昱清 |        | 叶佩娟 | 方言剧                       |
| 5月1日   | 15   | 庭外的一角     | 陈泂江、洪麗婷、周智慧、宋怡霏、陳丰諺、王禄江、美心、王昱清、林詠誼、張值豪、胡菱恩 |        | 黄光荣 |                              |
| 7月3日   | 20   | 带剑女孩       | 洪凌、许瑞奇、鄧偉德 、戚玉武、黃晶玲、黄俊雄、黎沸挥、郭坤耀、杨世彬、曾詩梅 | 洪榮狄 | 黄光荣 |                              |
| 7月31日  | 15   | 心有所依       | 周初明、钟琴、陈罗密欧、陈楚寰、陈伟恩、罗美仪、陈丽贞、向云、朱厚任、刘谦益、张颖双、朱泽亮 | 鍾勁筠 | 方傢福 |                              |
| 8月21日  | 20   | 活出好命来     | 张哲通、谢俊峰、何盈莹、周智慧、蔡琦慧、张奕恺、王禄江、黄超群、陳丰諺、凯丽、王昱清 | 温雪莹 | 梁来玲 |                              |
| 9月18日  | 10   | 愛情亂碼       | 仲伟杰、翟思銘、鄭凱介、蘇凱璇、林汐、沈偉洋、陳子盛、鄭各評、陈秀环、陳昱仁、王昱清 |        |        | 青春劇                       |
| 10月2日  | 15   | 命运使者       | 徐彬、芳榕、陈邦鋆、黄思恬、周全喜、Jason Godfrey、沈家玉 |        |        | NightJar制作 穿越剧 SG60周年 |
| 10月23月 | 20   | 你好，再见     | 谢韶光、陈汉玮、黄暄婷、黄振隆、向云、陈丽贞、田铭耀、胡煜诗、张奕恺、郭坤耀、卓芳娴、苏梽诚、曾诗梅、金银姬、陈传之、朱哲伟、莉玉 | 陈耀   | 丁美莲 | 前名《终点啦啦队》           |
| 11月20日 | 20   | 力挽狂蓝       | 易佳憓、马䲰娗、黄慧燕、赵崇喆、蔡琦慧、钟琴、黄炯耀、郭亮、陈罗密欧、叶佳昀、蔡程俊、Nur Sabrina Nasir |        | 叶佩娟 |                              |
| 12月18日 | 20   | 业落夕阳       | 陈楚寰、包勋评、邓伟德、林湘萍、刘谦益、洪慧芳、朱厚任、邬伟强、陈泰铭、林茹萍、黄超群 |        | 谢光华 |                              |

## 即將推出

### 完成拍摄
| 拍摄中日期 | 集數 | 劇名             | 領銜主演                                                                             | 編劇 | 監製 | 備註                    |
| 2025年8月  | 10   | 夜班11点，学校见 | 洪凌、赵崇喆、刘修甫、项婕如、李国煌、谢俊峰、林湘萍、胡煜诗、何润东、张丰豪、吴念轩 |      |      | 同名小说改编 新台合制剧 |

### 拍摄及制作中
| 拍摄中日期 | 集數 | 劇名             | 領銜主演 | 編劇   | 監製   | 備註                              |
| 2025年5月  | 20   | 一路驚魂         | 歐萱、陳羅密歐、張奕愷、馬䲰娗、郭坤耀、何永芳、萧歆霓、罗美仪、沈家玉、马艺瑄                                             | 洪榮狄 | 黃光榮 |                                   |
| 2025年6月  | 24   | 幸存者           | 陈泂江、李南星、田铭耀 、张哲通、谢俊峰、刘子绚、周智慧、洪丽婷 、芳榕、姚懿珊、卓芳娴、向云、林明伦、洪乙心、徐绮、林品隽 |        | 袁樹偉 | 2026年重头剧 三部曲,分别为8集     |
| 2025年6月  | 20   | 职不值得         | 许瑞奇、黃暄婷、林湘萍、福地佑介、何盈莹、叶荣耀、陈丽贞、潘玲玲、卢楷浚、胡煜詩、朱厚任、黎沸挥                           |        | 方傢福 |                                   |
| 2025年7月  |      | 迷茫又无惧的我们 | 刘怡伶、邓伟德、翟思铭、黄超群、陈瑞敏、陳子盛、蔡程俊、黃慧燕、                                                           |        | 梁来玲 | 贺岁剧                            |
| 2025年9月  | 20   | 黑暗的光         | 徐彬、孙政、蔡琦慧、周智慧、宗子杰、何盈莹、郑凯介、张嘉轩、邓伟德                                                         |        |        | 暗黑剧                            |
|            | 20   | 青春老鳥         | |        |        | 哇哇映畫製作 《青春小鳥》姊妹續作 |